# Sollefteå tingslag
Sollefteå tingslag var ett tingslag i Västernorrlands län i södra delen av nuvarande Sollefteå kommun. Tingsstället var från 1882 till 1906 Hullsta, därefter Sollefteå.
Sollefteå tingslags verksamhet överfördes 1948 till Ångermanlands mellersta domsagas tingslag.
Tingslaget hörde under perioden 1811-1881 till Södra Ångermanlands domsaga och mellan 1882 och 1948 till Ångermanlands mellersta domsaga.

## Socknar
Sollefteå tingslag omfattade från 1881 fem socknar.
- Ed
- Graninge
- Långsele
- Multrå
- Sollefteå landssocken

före 1881 ingick även:
- Resele socken
- Ådals-Lidens socken
- Junsele socken

Dessutom ingick Sollefteå stad från 1917